# 玉木佑貴子
玉木 佑貴子（たまき ゆきこ、1987年7月9日 - ）は、日本のナレーター、アナウンサー、リポーター。元NHK宇都宮放送局リポーター。元新潟テレビ21アナウンサー。血液型B型。千葉県（山口県）出身。

## 出演作品

### TVナレーション
- グッド！モーニング （テレビ朝日）
- このミステリーがすごい大賞 ドラマシリーズ「死亡フラグが立ちました！」（関西テレビ）

### TVボイスオーバー
- スッキリ（日本テレビ系列）

### CMナレーション
- インターデコハウス新潟
- 寺泊きんぱちの湯
- 中野畳店
- ハッピー イオン

### リポーター（ディレクター兼務）
- 就活応援TV-2019 （NHK総合）
- おはよう日本 土曜すてき旅（NHK総合）
- とちぎ 640 （NHK宇都宮放送局）
- ときめきとちぎ（NHK宇都宮放送局）

### リポーター・ナレーション・キャスター
- スーパーJチャンネル にいがた （新潟テレビ21）
- まるどりっ!（新潟テレビ21）
- 新潟 Live ナマ＋トク（新潟テレビ21）
- 伝えたい 戦後 70 年（新潟テレビ21）
- やっと 10 年 夢のはじまり 父と息子 魚沼でパンはじめます（新潟テレビ21）
- 選挙ステーション（新潟テレビ21）
- 立ち上がる街～糸魚川大火 1ヶ月～（新潟テレビ21）